# Conde Amédée-David de Pastoret
El conde Amédée-David de Pastoret es un cuadro pintado en 1826 por Jean-Auguste-Dominique Ingres, que representa a Amédée-David de Pastoret consejero de Estado y miembro de la Academia de Bellas Artes, pariente cercano del pintor, y patrocinador de varias de sus obras, como Entrada en París del delfín, futuro Carlos V.
En la cronología de los retratos de Ingres, está realizado el mismo año que el retrato de Madame Marcotte de Sainte-Marie y precede a un periodo de seis años sin pintar retratos como consecuencia del desánimo sentido después de la realización de estos dos últimos. No sería hasta 1832 que pinte su siguiente cuadro, el retrato de Monsieur Bertin.

## Procedencia
El retrato perteneció al retratado hasta su muerte, en 1857, donde pasó por herencia a su esposa, y después, a la muerte de ésta, a su hija. 
En 1884, está catalogado, con otras tres pinturas de Ingres, como perteneciente a la colección de esta última, la marquesa de Rougé del Plessis-Bellière, en el castillo de Moreuil (Somme).
A la venta después de óbito de esta última sin descendientes, los días 10 y 11 de mayo de 1897, el cuadro, que formaba parte del lote 85 de la venta, fue comprado por la galería Durand-Ruel, y adquirido por el pintor Edgar Degas por 8745 francos.
A la muerte de este último, en 1917, formó parte de la subasta de su colección de obras pictóricas, en París en 1918. Es adquirido entonces, por 90 000 francos, por el banquero y coleccionista de arte David David-Weill. Este último lo vende luego a la galería Wildenstein, que lo revendió en 1971 al Instituto de Arte de Chicago.